# Novo Selo, Kanjiža
Novo Selo (izvirno srbsko Ново Село; madžarsko Újfalu) je naselje v Srbiji, ki upravno spada pod Občino Kanjiža; slednja pa je del Severnobanatskega upravnega okraja.

## Demografija
V naselju živi 173 polnoletnih prebivalcev, pri čemer je njihova povprečna starost 40,8 let (41,9 pri moških in 39,6 pri ženskah). Naselje ima 83 gospodinjstev, pri čemer je povprečno število članov na gospodinjstvo 2,54.
To naselje je v glavnem madžarsko (glede na rezultate popisa iz leta 2002).
|  |

| Demografija | Demografija     | Demografija     |
| Leto        | Št. prebivalcev | Št. prebivalcev |
| ----------- | --------------- | --------------- |
|             |                 |                 |
|             |                 |                 |
|             |                 |                 |
|             |                 |                 |
| 1948        | 435             |                 |
| 1953        | 429             |                 |
| 1961        | 390             |                 |
| 1971        | 332             |                 |
| 1981        | 300             |                 |
| 1991        | 336             | 330             |
| 2002        | 211             | 211             |
|             |                 |                 |

| Etnična sestava po popisu iz leta 2002 | Etnična sestava po popisu iz leta 2002 | Etnična sestava po popisu iz leta 2002 | Etnična sestava po popisu iz leta 2002 | Etnična sestava po popisu iz leta 2002 |
| -------------------------------------- | -------------------------------------- | -------------------------------------- | -------------------------------------- | -------------------------------------- |
| Madžari                                | Madžari                                |                                        | 185                                    | 87,67%                                 |
| Srbi                                   | Srbi                                   |                                        | 21                                     | 9,95%                                  |
| Hrvati                                 | Hrvati                                 |                                        | 2                                      | 0,94%                                  |
| Bunjevci                               | Bunjevci                               |                                        | 2                                      | 0,94%                                  |
| Jugoslovani                            | Jugoslovani                            |                                        | 1                                      | 0,47%                                  |
| Neznano                                | Neznano                                |                                        | 0                                      | 0,0%                                   |